# Častonín
Častonín (německy Tschastonin) je malá vesnice, část obce Zachotín v okrese Pelhřimov. Nachází se 1,5 km na jih od Zachotína. V roce 2009 zde bylo evidováno 24 adres. V roce 2001 zde trvale žilo 32 obyvatel.
Častonín je také název katastrálního území o rozloze 2,68 km2.

## Další fotografie

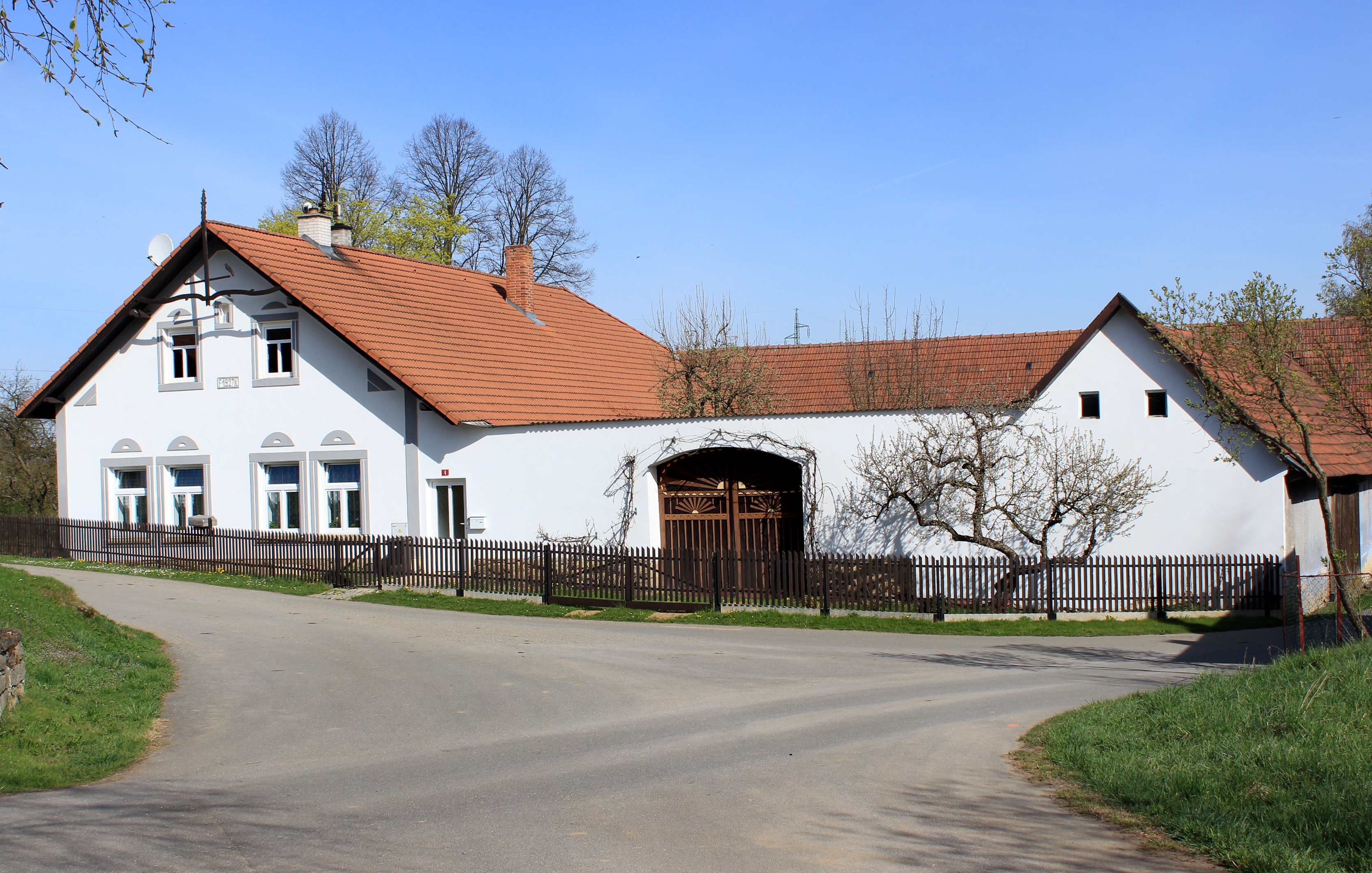
Opravený statek
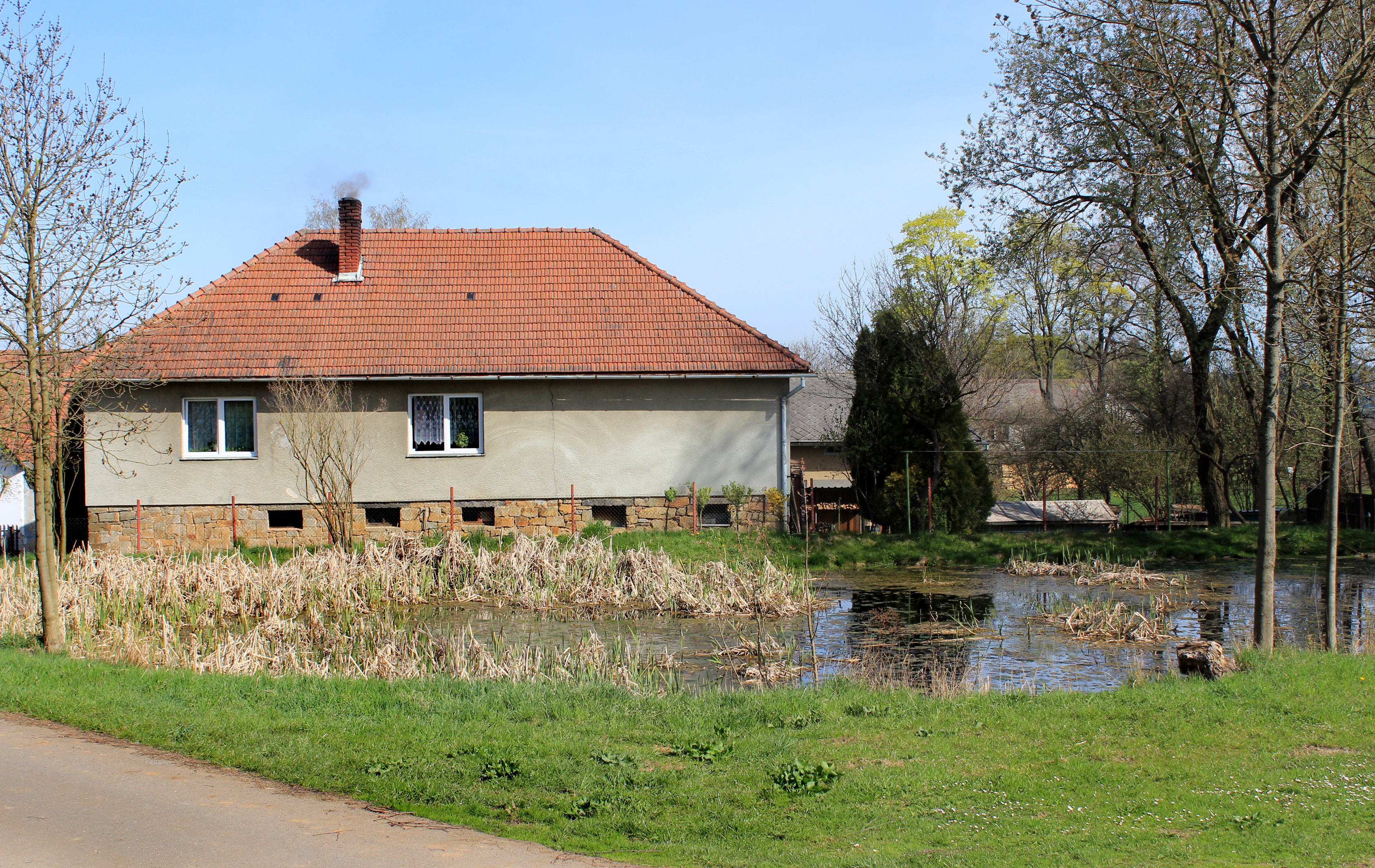
Rybníček na návsi
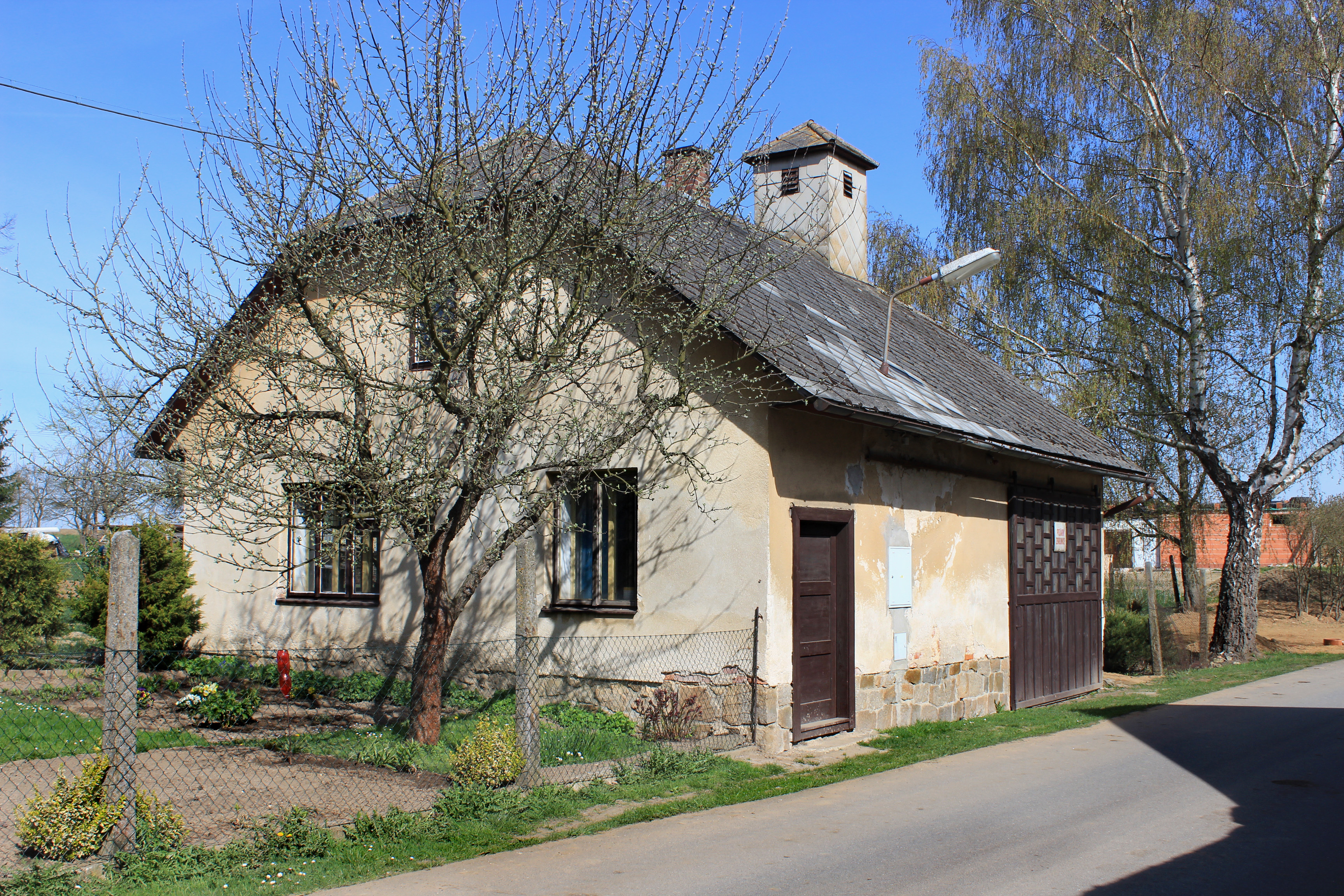
Bývalá hasičská zbrojnice